# Haplinis wairarapa
Haplinis wairarapa is een spinnensoort in de taxonomische indeling van de hangmatspinnen (Linyphiidae).
Het dier behoort tot het geslacht Haplinis. De wetenschappelijke naam van de soort werd voor het eerst geldig gepubliceerd in 2002 door A. David Blest & Cor J. Vink.